# Sư đoàn 1 (Đế quốc Đức)
Sư đoàn 1 (Tiếng Đức: 1. Division) còn được gọi là Sư đoàn 1 Bộ binh (Tiếng Đức: 1. Infanterie-Division) là một đơn vị cấp sư đoàn của Phổ và sau đó là Lục quân Đế quốc Đức. Sư đoàn 1 ban đầu được thành lập vào tháng 3 năm 1816 với tư cách là một Lữ đoàn (Truppen-Brigade) tại Königsberg và mở rộng thành Sư đoàn 1 vào ngày 5 tháng 9 năm 1818. Từ sự hình thành của Quân đoàn vào năm 1820, sư đoàn trực thuộc Quân đoàn I (I. Armee-Korps). Sư đoàn 1 bị giải thể vào năm 1919, trong quá trình giải ngũ của Quân đội Đức sau Chiến tranh thế giới thứ nhất.

## Biên chế

### Biên chế thời bình năm 1914
- Lữ đoàn bộ binh số 1 (1. Infanterie-Brigade) ở Tilsit
  - Trung đoàn xung kích "Thái tử Friedrich III" (Đông Phổ số 1) số 1 (Grenadier-Regiment „Kronprinz" (1. Ostpreußisches) Nr. 1) ở Königsberg
  - Trung đoàn bộ binh "von Boyen" (Đông Phổ số 5) số 41 (Infanterie-Regiment „von Boyen" (5. Ostpreußisches) Nr. 41) ở Tilsit và Memel
- Lữ đoàn bộ binh số 2 (2. Infanterie-Brigade) ở Königsberg
  - Trung đoàn xung kích "Vua Friedrich Wilhelm I" (Đông Phổ số 2) số 3 (Grenadier-Regiment „König Friedrich Wilhelm I." (2. Ostpreußisches) Nr. 3) ở Königsberg
  - Trung đoàn bộ binh "Công tước Karl von Mecklenburg-Strelitz" (Đông Phổ số 6) số 43 (Infanterie-Regiment „Herzog Karl von Mecklenburg-Strelitz" (6. Ostpreußisches) Nr. 43) ở Königsberg và Pillau
- Lữ đoàn kỵ binh số 1 (1. Kavallerie-Brigade) ở Königsberg
  - Trung đoàn Kürassier "Bá tước Wrangel" (Đông Phổ) số 3 (Kürassier-Regiment „Graf Wrangel" (Ostpreußisches) Nr. 3) ở Königsberg
  - Trung đoàn Long kỵ binh "Hoàng thân Albrecht của Phổ" (Litthauisches) số 1 (Dragoner-Regiment „Prinz Albrecht von Preußen" (Litthauisches) Nr. 1) ở Tilsit
- Lữ đoàn pháo binh dã chiến số 1 (1. Feldartillerie-Brigade) ở Königsberg
  - Trung đoàn pháo binh dã chiến số 1 Đông Phổ số 16 (1. Ostpreußisches Feldartillerie-Regiment Nr. 16) ở Königsberg
  - Trung đoàn pháo binh dã chiến số 2 Đông Phổ số 52 (2. Ostpreußisches Feldartillerie-Regiment Nr. 52) ở Königsberg

### Biên chế khi tổng động viên năm 1914
- Lữ đoàn bộ binh số 1 (1. Infanterie-Brigade)
  - Trung đoàn xung kích "Thái tử Friedrich III" (Đông Phổ số 1) số 1 (Grenadier-Regiment „Kronprinz" (1. Ostpreußisches) Nr. 1)
  - Trung đoàn bộ binh "von Boyen" (Đông Phổ số 5) số 41 (Infanterie-Regiment „von Boyen" (5. Ostpreußisches) Nr. 41)
- Lữ đoàn bộ binh số 2 (2. Infanterie-Brigade)
  - Trung đoàn xung kích "Vua Friedrich Wilhelm I" (Đông Phổ số 2) số 3 (Grenadier-Regiment „König Friedrich Wilhelm I." (2. Ostpreußisches) Nr. 3)
  - Trung đoàn bộ binh "Công tước Karl von Mecklenburg-Strelitz" (Đông Phổ số 6) số 43 (Infanterie-Regiment „Herzog Karl von Mecklenburg-Strelitz" (6. Ostpreußisches) Nr. 43)
- Trung đoàn khinh kỵ "Bá tước zu Dohna" (Đông Phổ) số 8 (Ulanen-Regiment „Graf zu Dohna" (Ostpreußisches) Nr. 8)
- Lữ đoàn pháo binh dã chiến số 1 (1. Feldartillerie-Brigade)
  - Trung đoàn pháo binh dã chiến số 1 Đông Phổ số 16 (1. Ostpreußisches Feldartillerie-Regiment Nr. 16)
  - Trung đoàn pháo binh dã chiến số 2 Đông Phổ số 52 (2. Ostpreußisches Feldartillerie-Regiment Nr. 52)
- Đại đội 1/Tiểu đoàn công binh "Thân vương Radziwill" (Đông Phổ) số 1 (1. Kompanie/Pionier-Bataillon „Fürst Radziwill" (Ostpreußisches) Nr. 1)

### Biên chế ngày 8 tháng 3 năm 1918
- Lữ đoàn bộ binh số 1 (1. Infanterie-Brigade)
  - Trung đoàn xung kích "Thái tử Friedrich III" (Đông Phổ số 1) số 1 (Grenadier-Regiment „Kronprinz" (1. Ostpreußisches) Nr. 1)
  - Trung đoàn xung kích "Vua Friedrich Wilhelm I" (Đông Phổ số 2) số 3 (Grenadier-Regiment „König Friedrich Wilhelm I." (2. Ostpreußisches) Nr. 3)
  - Trung đoàn bộ binh "Công tước Karl von Mecklenburg-Strelitz" (Đông Phổ số 6) số 43 (Infanterie-Regiment „Herzog Karl von Mecklenburg-Strelitz" (6. Ostpreußisches) Nr. 43)
  - Abteilung Xạ thủ Súng máy số 31
  - Trung đoàn khinh kỵ "Bá tước zu Dohna" (Đông Phổ) số 8 (Ulanen-Regiment „Graf zu Dohna" (Ostpreußisches) Nr. 8)
- Tư lệnh pháo binh số 1
  - Trung đoàn pháo binh dã chiến số 1 Đông Phổ số 16 (1. Ostpreußisches Feldartillerie-Regiment Nr. 16)
  - Tiểu đoàn 1/Trung đoàn pháo binh bộ binh Hạ Sachsen số 10 (I. Bataillon/Niedersächsisches Fußartillerie-Regiment Nr. 10)
- Tiểu đoàn công binh số 110
- Tư lệnh tình báo sư đoàn 1

## Những chỉ huy đáng chú ý
- August Wilhelm Graf von Kanitz (1839–1842) - sau này là Bộ trưởng Bộ Chiến tranh Phổ (1848)
- August von Stockhausen (1848) - sau này là Bộ trưởng Bộ Chiến tranh Phổ (1850–1851)
- Karl Friedrich von Steinmetz (1857–1863) - sau này là  Thống chế (Generalfeldmarschall) của Đức
- Julius von Verdy du Vernois (1883–1887) - nhà lý luận quân sự, Bộ trưởng Bộ Chiến tranh Phổ (1889–1890)